# Intef I
Intef I, alternativ stavning Antef I eller Anjotef I, var en farao under Egyptens elfte dynasti som härskade omkring 2133–2121 f. Kr. i Övre Egypten och var troligen son till Mentuhotep I och bror till Intef II. Hans auktoritet utmanades av andra furstar, bland annat från 10:e dynastin i Herakleopolis. Var från början endast en thebansk prins men utökade efterhand sitt välde och tog senare titeln kung, dock utan regentnamn.